# Нијепор-Делаж NiD-62
Нијепор-Делаж NiD-62 (фр. Nieuport-Delage NiD-62) је француски ловачки авион који је производила фирма Нијепор-Делаж (фр. Nieuport-Delage). Први лет авиона је извршен 1928. године. 

Највећа брзина авиона при хоризонталном лету је износила 270 km/h.
Распон крила авиона је био 12,00 метара, а дужина трупа 7,63 метара. Празан авион је имао масу од 1318 килограма. Нормална полетна маса износила је око 1789 килограма.

## Наоружање
| Наоружање авиона: Нијепор-Делаж бис |          |
| Ватрено (стрељачко) наоружање       |          |
| Топ                                 |          |
| Митраљез                            |          |
| Број и ознака митраљеза             | 2 Викерс |
| Калибар                             | 7,7      |
| Бомбардерско наоружање (бомбе)      |          |
| Ракетно наоружање (ракете)          |          |